# Adelardo Rodríguez
Adelardo Rodríguez Sánchez (Badajoz, 1939. szeptember 26. –) Európa-bajnok spanyol válogatott labdarúgó.
A spanyol válogatott tagjaként részt vett az 1962-es és az 1966-os világbajnokságon. Az 1964-es labdarúgó-Európa-bajnokság aranyérmet nyert.

## Sikerei, díjai
Atlético Madrid
- Interkontinentális kupa (1): 1974
- Kupagyőztesek Európa-kupája (1): 1961–62
- Spanyol bajnok (3): 1965–66, 1969–70, 1972–73
- Spanyol kupa (5): 1959–60, 1960–61, 1964–65, 1971–72, 1975–76

Válogatott
- Európa-bajnokság (1): 1964